# بوریس پاولویچ بلوسوف
بوریس پاولویچ بلوسوف (روسی: Бори́с Па́влович Белоу́сов؛ زاده ۱۹ فوریهٔ ۱۸۹۳ درگذشته ۱۲ ژوئن ۱۹۷۰) یک دانشمند فیزیک‌دان و زیست‌شیمی‌دان اهل روسیه بود. آزمایش معروف او واکنش بلوسوف-ژابوتینسکی می‌باشد که آغازگر سینتیک شیمیایی غیرخطی بود.

## کشف واکنش نوسانگر
تقریباً همزمان با انتشار مقاله تورینگ دربارهٔ موفوجنسیس بوریس بلوسوف، تحقیقاتش را در زمینهٔ شیمی طبیعت آغاز کرد. او روی این موضوع که چگونه بدن از شکر انرژی استخراج می‌کند، تحقیق می‌کرد آزمایشگاهش بلوسوف ترکیبی شیمیایی ساخت تا قسمتی از نحوهٔ جذب گلوکز در بدن را مشاهده کند. او محلول شیمیایی بیرنگی که در حال بهم خوردن بود، ترکیب نهایی را اضافه کرد تا تمام محلول تغییر رنگ کنداما پس از مدتی محلول دوباره بیرنگ شد. فرایندی فیزیکی ای که به نظر می‌آمد برخلاف قوانین طبیعت باشد.
وی تصمیم گرفته کشفش را به جهان ارائه کند. اما سردبیر روزنامه به او گفت که چیزی که در آزمایشگاهش کشف کرده به سادگی تمام غیرممکن است و بر خلاف قوانین فیزیک بوده و این آزمایش اصلاً در حد انتشار نیست. عدم پذیرش بلوسوف را ناامید کرد بعد از بی‌احترامی ای که در مورد آزمایشش به او شد او آزمایشاتش را رها کرد.